# Murmashí
Murmashí (del ruso: Мурмаши́) es un asentamiento de tipo urbano de Rusia perteneciente al raión de Kola de la óblast de Múrmansk. Se ubica en la península de Kola en el curso bajo del río Tuloma, 23 km al suroeste de Múrmansk, la capital del óblast. Su población se elevaba en 2008 a de 15.618. En el terreno de la localidad se encuentra la fuente termal más septentrional de Rusia.

## Historia
Fue fundada como centro de trabajo el 27 de noviembre de 1938.

## Demografía
| 1989   | 2002   | 2005   | 2008   |
| ------ | ------ | ------ | ------ |
| 14 312 | 16.343 | 16 000 | 15.618 |

## Comunicaciones
El aeropuerto de Múrmansk está en las inmediaciones de la ciudad.